# Бухановский, Александр Олимпиевич
Алекса́ндр Оли́мпиевич Бухано́вский (22 февраля 1944, Грозный — 17 апреля 2013, Ростов-на-Дону) — советский и российский психиатр. Доктор медицинских наук, профессор. Профессор кафедры психиатрии и наркологии Ростовского государственного медицинского университета (РостГМУ) и юридического факультета Южного федерального университета.
Президент лечебно-реабилитационного научного центра «Феникс». Профессор Бухановский — член двух американских академий: Академии судебных наук и Академии психиатрии и права, почётный член Ассоциации европейских психиатров (этого звания удостоены лишь четверо российских специалистов), иностранный член Американской психиатрической ассоциации (AПA).
Бухановский — автор более 300 печатных работ, более 80 из которых опубликованы в зарубежной печати. Им опубликовано 3 монографии, 8 руководств, энциклопедических справочников и пособий для врачей.
Наибольшую публичную известность получил как исследователь темы транссексуализма и как эксперт в деле Чикатило, составивший психологический портрет преступника.

## Биография
Родился 22 февраля 1944 года в Грозном. Отец — Джозеф Страссберг, еврей из Польши, воевал в Великой Отечественной войне в польских частях, сформированных на территории СССР. В конце войны он оказался в Берлине, на американской стороне, после чего переехал в США, где работал строителем.
Мать — стоматолог армянского происхождения Эвелина Арамовна Саркисянц, вторично вышедшей замуж за инженера Олимпия Максимовича Бухановского (род. 1928). Дед Арам Самуилович Саркисянц — организатор здравоохранения в Грозном.
Александр Бухановский считал Олимпия Бухановского отцом: о существовании биологического отца узнал в 28 лет, до того времени считал, что тот погиб на войне — они впервые встретились, когда Бухановскому было 34 года.
Мечтал стать следователем или работать в милиции криминалистом. Родственники отговорили его от карьеры в правоохранительных органах, так как опасались проверок и репрессий из-за отца живущего в США.
После семи классов школы поступил в Чечено-Ингушское республиканское медицинское училище, которое окончил с отличием. В 1968 году также с отличием окончил Ростовский медицинский институт.
В 1968—1970 годах по призыву служил врачом на Краснознамённом Северном флоте (г. Североморск). В 1977 году защитил кандидатскую диссертацию «Некоторые особенности клиники семейной шизофрении», а 24 мая 1994 года — докторскую диссертацию в форме научного доклада «Транссексуализм: клиника, систематика, дифференциальная диагностика, психосоциальная реадаптация и реабилитация» (официальные оппоненты Ю. М. Антонян, Р. Г. Голодец и Б. В. Шостакович).
Ночью 17 апреля 2013 года Бухановский умер в реанимации Ростовской областной больницы № 1. Причиной смерти названа тромбоэмболия.

## Деятельность
Бухановский осуществлял широкую научную и практическую работу по изучению и лечению состояний с половой дисфорией с синдромом отвергания пола: транссексуализм, фетишный трансвестизм и другие сходные феномены.
Бухановский наиболее известен как эксперт по серийным убийцам, в частности, был экспертом в деле Чикатило. Александр Бухановский во время следствия по просьбе оперативной группы составил психологический портрет преступника. Руководство следствия обращалось за помощью к психиатру и после задержания Чикатило. На тот момент преступника допрашивали десять дней, но он ни в чём не сознавался. Однако после разговора с Бухановским Чикатило рассказал о совершённых им убийствах и начал давать показания.
Бухановский знаменит как результативный организатор и учёный, известный на весь мир; на сайте Российского психиатрического общества, в частности, говорится о работе в Ростовском государственном медицинском университете:

В 2003 году Александр Олимпиевич создаёт новую полипрофессиональную кафедру — кафедру психиатрии с курсом медицинской психологии и психотерапии ФПК. Это потребовало новых кадров и создания новых баз — как для клиницистов, так и для мед. психологов и психотерапевтов. И с той, и с другой задачами Александр Олимпиевич блестяще справился за счёт привлечения своих учеников, многие из которых к тому времени стали ведущими специалистами, защитили диссертации, заняли кресла руководителей ростовского здравоохранения и психиатрических учреждений. Первым заведующим этой кафедрой стал сам профессор А. О. Бухановский. Число специальностей, которым надо было проводить последипломное обучение, увеличилось в два раза. За два года его руководства этой кафедрой она не только закрепила свой авторитет в университете, стране и международный, но и провела ряд международных научных специализированных форумов, на которых Александр Олимпиевич являлся президентом: международные научные специализированные периодические конференции «Серийные убийства и социальная агрессия» (1994, 1998, 2001); международные научно-практические конференции по психиатрии (1999, 2004, 2008, 2010, 2012).
А. О. Бухановский создал психологический портрет серийного убийцы, который в настоящее время используют как криминалисты, так и психиатры во всём мире.
Александр Бухановский стал прототипом Вячеслава Широкова, одного из главных героев 10-серийного художественного телефильма «Консультант» (2017, НТВ). Эту роль сыграл актёр Кирилл Кяро. Также Бухановский стал прототипом персонажа Евгения Некрасова, профессора психиатрии из сериала «Чикатило» (Okko, 2021—2022), сыгранного Карэном Бадаловым.

## Семья
- Жена — Инна Борисовна Бухановская, экономист.
  - Дочь — Ольга Александровна Бухановская (род. 1969) — психиатр, главный врач центра «Феникс».

## Критика
Президент Независимой психиатрической ассоциации России психиатр Ю. С. Савенко в своей «Экспертизе на экспертизу», составленной по запросу адвоката потерпевшей А. Хамзаева (и впоследствии опубликованной в «Независимом психиатрическом журнале»), выступив с критикой выводов экспертной комиссии по делу полковника Ю. Д. Буданова, в которую входил Бухановский, отмечал, что в руководстве А. О. Бухановского «Общая психопатология» варианты приобретённого психического дефекта являют собой плавный переход от расстройств личности к тотальному слабоумию — вместо чёткого отграничения деменции, для психической патологии столь же фундаментального, как психотический уровень для психической болезни. По мнению Ю. С. Савенко, такого рода утверждения Бухановского представляют собой искажение реальности в угоду схеме: в действительности нарушения памяти и даже интеллектуальные расстройства наступают обычно раньше, чем регресс личности, и нередко встречаются личностно сохранные больные, которые при тестологическом обследовании оказываются полностью несостоятельными в интеллектуально-мнестическом отношении.
Исса Костоев, следователь по делу Чикатило, в интервью 2018 года утверждал, что заслуги Бухановского в этом деле значительно преувеличены самим психиатром, сделавшим себе громкое имя. По словам Костоева, к моменту беседы с Бухановским Чикатило уже выразил готовность давать показания, а беседа была нужна лишь для того, чтобы укрепить Чикатило в мнении, что он болен и нуждается в лечении.

## Сочинения
- Структурно-динамическая иерархия пола человека: [Монография] / А. О. Бухановский, Ю. А. Андреев; Отв. ред. П. Н. Ермаков; Северо-Кавказ. науч. центр высш. шк. , Ростов. гос. ун-т. — Ростов н/Д: Феникс, 1993. — 151 с.: ил., табл.; 20 см; ISBN 5-86727-001-7
- Транссексуализм и сходные состояния / А. О. Бухановский. — Ростов-на-Дону: Мини Тайп, 2016. — 579 с., [1] л. цв. портр.: ил., цв. ил.; 21 см; ISBN 978-5-98615-228-8: 250 экз.
- Игровая зависимость: клиника, патогенез, терапия: коллективная монография / [Бухановский А. О. и др.]; под ред. А. О. Бухановского, В. А. Солдаткина; Минздравсоцразвития РФ, ФГБОУ ВПО «Ростовский гос. мед. ун-т». — Ростов-на-Дону: ГОУ ВПО «РостГМУ», 2011. — 302 с.: ил.; 21 см; ISBN 978-5-7453-0359-3

### Учебные пособия
- Общая психопатология: Пособие для врачей / А. О. Бухановский, Ю. А. Кутявин, М. Е. Литвак. — 2-е изд., перераб. и доп. — Ростов н/Д.: Изд-во ЛРНЦ «Феникс», 1998. — 416 с.
- Общая психопатология: атлас к пособию для врачей (третьему изданию, переработанному и дополненному) / А. О. Бухановский, Ю. А. Кутявин, М. Е. Литвак; отв. ред. А. О. Бухановский; Минздрав РФ, Ростовский гос. мед. ун-т, Лечебно-реабилитационный науч. центр «Феникс». — Ростов-на-Дону: Ростовский гос. мед. ун-т, 2013. — 389 с.: ил., табл.; 19х22 см; ISBN 978-5-7453-0382-1
- Общая психопатология: медицина и искусство: учебное пособие / Бухановский А. О., Кутявин Ю. А., Литвак М. Е. [и др.]; под ред. д.м.н. В. А. Солдаткина; ФГБОУ ВО «Ростовский государственный медицинский университет» Минздрав РФ. — Ростов-на-Дону: РостГМУ, 2021. — 367 с.: ил., табл.; 25 см; ISBN 978-5-7453-0563-4: 200 экз.
- Психиатрия. Ростовская научно-педагогическая школа: учебник / [А. О. Бухановский и др.]; под ред. В. А. Солдаткина; ФГБОУ ВПО «Ростовский гос. мед. ун-т» Минздрав РФ, Каф. психиатрии и наркологии ФПК и ППС, Каф. психиатрии. — Ростов-на-Дону: Профпресс, 2016. — 1076, []1 с.: ил., табл., цв. портр.; 25 см; ISBN 978-5-905468-70-4: 200 экз.
- Пограничная психиатрия и психосоматика: учебник для последипломного образования / Александровский Ю. А., Бухановский А. О., Волель Б. А. [и др.]; под ред. д.м.н. В. А. Солдаткина; ФГБОУ ВО «Ростовский государственный медицинский университет» Минздрав РФ, Каф. психиатрии и наркологии ФПК и ППС. — Ростов-на-Дону: Альтаир, 2019. — 623 с.: ил., портр., табл.; 25 см; ISBN 978-5-7453-0549-8

### Научно-популярные
- Враг, похищающий разум: О зле, которое несут пьянство и алкоголизм / А. О. Бухановский, Н. Т. Дмитриев. — Ростов н/Д: Кн. изд-во, 1987. — 125,[2] с.; 17 см.

### Редакторская деятельность
- История кафедры психиатрии Ростовского государственного медицинского университета: от Императорского Варшавского университета до наших дней: колл. монография / [А. О. Бухановский и др.]; под ред. А. О. Бухановского, В. А. Солдаткина; Минздрав РФ, ФГБОУ ВПО «Ростовский гос. мед. ун-т». — Ростов-на-Дону: ГБОУ ВПО РостГМУ, 2014. — 332, [1] с.: портр., факс.; 21 см; ISBN 978-5-7453-0505-4

## Документальные фильмы, освещающие деятельность Бухановского
- 2000 — «Русский психиатр (The russian cracker)» — Цикл фильмов: Взгляд изнутри/The Inside Story.
- 2008 — «Охотники на маньяков»[12].
- 2013 — «Остановить Чикатило»[13].
- 2005 — «Рождение маньяка» — Профессия репортёр.
- 2021 — «Чикатило» — психолог Витвицский Виталий.

## Образ Бухановского в массовой культуре
- 1995 — «Гражданин Икс» (исполнитель роли — Макс фон Сюдов)
- 2017 — «Консультант» (в роли Вячеслава Широкова — Кирилл Кяро)
- 2021 — «Чикатило» (в роли Евгения Некрасова — Карэн Бадалов)